# Savoy Brown
Savoy Brown, původně Savoy Brown Blues Band je britská bluesová skupina založená v roce 1965 v Battersea, South West London.

## Diskografie

### Alba
- Shake Down – 1967
- Getting to the Point – 1968
- Blue Matter – 1969 - U.S. #182
- A Step Further – 1969 - U.S. #71
- Raw Sienna – 1969 - U.S. #121
- Looking In – 1970 - UK #50; U.S. #39
- Street Corner Talking – 1971 - U.S. #75
- Hellbound Train – 1972 - U.S. #34
- Lion's Share – 1973 - U.S. #151
- Jack the Toad – 1973 - U.S. #84
- Boogie Brothers – 1974 - U.S. #101
- Wire Fire – 1975 - U.S. #153
- Skin 'n' Bone – 1976
- Savage Return – 1978
- Rock 'n' Roll Warriors – 1981 - U.S. #185
- Greatest Hits - Live in Concert – 1981
- Just Live – 1981
- Live in Central Park – 1985 (Relix Records RRLP 2014)
- Slow Train – 1986 (Relix Records RRLP 2023)
- Make Me Sweat – 1988
- Kings of Boogie – 1989
- Live and Kickin' – 1990
- Let It Ride – 1992
- Bring It Home – 1994
- Live at the Record Plant (nahráno 1975) – 1998
- The Bottom Line Encore Collection (live) – 1999
- The Blues Keep Me Holding On – 1999
- Looking from the Outside - Live '69 & '70 – 2000
- Jack the Toad - Live 70/72 – 2000
- Strange Dreams – 2003
- You Should Have Been There – 2005
- Steel – 2007
- Too Much Of A Good Thing - 2009
- Voodoo Moon - 2011

## Členové
| Rok        | Frontman                                                | Kytara       | Baskytara                     | Bubny                         | 2. Kytara                              | Klávesy                    | Harmonika                  | Bicí                        | Saxofon       | Doprovodný zpěv                         |
| ---------- | ------------------------------------------------------- | ------------ | ----------------------------- | ----------------------------- | -------------------------------------- | -------------------------- | -------------------------- | --------------------------- | ------------- | --------------------------------------- |
| 1965       | Brice Portius                                           | Kim Simmonds | Ray Chappell                  | Leo Manning                   |                                        | Trevor Jeavons             | John O'Leary               |                             |               |                                         |
| 1965–1967  | Brice Portius                                           | Kim Simmonds | Ray Chappell                  | Leo Manning                   | Bob Hall                               |                            | John O'Leary               |                             |               |                                         |
| 1967       | Brice Portius                                           | Kim Simmonds | Ray Chappell                  | Leo Manning                   | Bob Hall                               | Martin Stone               |                            |                             |               |                                         |
| 1967       | Chris Youlden                                           | Kim Simmonds | Bob Brunning                  | Leo Manning                   | Bob Hall                               | Martin Stone               |                            |                             |               |                                         |
| 1967–1968  | Chris Youlden                                           | Kim Simmonds | Bob Brunning                  | Hughie Flint                  | Bob Hall                               | Dave Peverett              |                            |                             |               |                                         |
| 1968       | Chris Youlden                                           | Kim Simmonds | Rivers Jobe                   | Roger Earl                    | Bob Hall                               | Dave Peverett              |                            |                             |               |                                         |
| 1968–1970  | Chris Youlden                                           | Kim Simmonds | Tony Stevens                  | Roger Earl                    | Bob Hall                               | Dave Peverett              |                            |                             |               |                                         |
| 1970–1971  | Dave Peverett                                           | Kim Simmonds | Tony Stevens                  | Roger Earl                    | Kim Simmonds                           | Dave Peverett              |                            |                             |               |                                         |
| 1971–1972  | Dave Walker                                             | Kim Simmonds | Andy Sylvester                | Dave Bidwell                  | Paul Raymond                           | Paul Raymond               | Kim Simmonds               |                             |               |                                         |
| 1972       | Dave Walker                                             | Kim Simmonds | Andy Pyle                     | Dave Bidwell                  | Paul Raymond                           | Paul Raymond               | Kim Simmonds               |                             |               |                                         |
| 1972–1973  | Kim Simmonds                                            | Kim Simmonds | Andy Pyle                     | Dave Bidwell, Ron Berg        | Paul Raymond                           | Paul Raymond               | Kim Simmonds               | Barry Murray, Frank Ricotti | Stan Sulzmann | Sue Glover, Sunny Leslie, Jackie Lynton |
| 1973–1974  | Kim Simmonds, Miller Anderson, Stan Webb                | Kim Simmonds | Jimmy Leverton                | Eric Dillon                   | Miller Anderson, Stan Webb             |                            | Kim Simmonds               |                             |               |                                         |
| 1974–1975  | Kim Simmonds                                            | Kim Simmonds | Andy Rae                      | Dave Bidwell, Tom Farnell     | Paul Raymond                           | Paul Raymond               | Kim Simmonds               |                             |               |                                         |
| 1975–1976  | Kim Simmonds                                            | Kim Simmonds | Ian Ellis                     | Tom Farnell                   | Paul Raymond                           | Paul Raymond               | Kim Simmonds               |                             |               |                                         |
| 1976–1978  | Kim Simmonds                                            | Kim Simmonds | Ian Ellis                     | Tom Farnell                   |                                        |                            | Kim Simmonds               |                             |               |                                         |
| 1978–1985  | Ralph Mormon                                            | Kim Simmonds | John Humphrey                 | Keith Boyce                   | Barry Paul                             |                            | Kim Simmonds               |                             |               |                                         |
| 1985       | Kim Simmonds, Speedo Jones                              | Kim Simmonds | Chris Romanelli               |                               |                                        | Kim Simmonds, Speedo Jones |                            |                             |               |                                         |
| 1985–1986  | Jimmy Kunes                                             | Kim Simmonds | Jimmy Dagnesi                 | Al Macomber                   |                                        |                            |                            |                             |               |                                         |
| 1986–1988  | Dave Walker, Kim Simmonds                               | Kim Simmonds | Jimmy Dagnesi                 | Al Macomber                   | Les Baker, Robert Martin, Bobby Sexton | Shmutza-Hideous            |                            |                             |               |                                         |
| 1988–1989  | Dave Walker                                             | Kim Simmonds | Jimmy Dagnesi                 | Al Macomber                   | Robert Martin, Bobby Sexton            | Steve Klong                |                            |                             |               |                                         |
| 1989–1990  | Dave Walker, Kim Simmonds                               | Kim Simmonds | Lou Kaplan                    | Pete Mendillo                 | Rick Jewett                            | Paul Aronson               |                            |                             |               |                                         |
| 1990–1991  | Dave Walker, Kim Simmonds                               | Kim Simmonds | Loren Kraft                   | Pete Mendillo, Steve Behrendt | Rick Jewett                            | Jeff Adams                 |                            |                             |               |                                         |
| 1991–1992  | Kim Simmonds, Pete McMahon, Phil McCormack, Joe Whiting | Kim Simmonds | Andy Ramirez                  | Joe Pierleoni                 | Rick Jewett                            |                            | Kim Simmonds, Pete McMahon |                             |               |                                         |
| 1992–1994  | Pete McMahon, Dave Peverett                             | Kim Simmonds | Jim Heyl                      | Dave Olson                    | Hubert Sumlin                          |                            | Pete McMahon               |                             |               |                                         |
| 1994–1999  | Nathaniel Peterson                                      | Kim Simmonds | Leo Lyons, Nathaniel Peterson | Tom Compton, Roger Earl       | Duke Robillard                         | David Maxwell              | Paul Oscher                |                             |               |                                         |
| 1999–2003  | Kim Simmonds                                            | Kim Simmonds | Gerry Sorrentino              | Dennis Cotton                 | David Malachowski                      | Mark Nanni                 |                            |                             |               |                                         |
| 2003–2005  | Kim Simmonds                                            | Kim Simmonds | Gerry Sorrentino              | Dennis Cotton                 | David Malachowski                      |                            |                            |                             |               |                                         |
| 2005–2007  | Kim Simmonds                                            | Kim Simmonds | Gerry Sorrentino              | Dennis Cotton, Mario Staiano  |                                        | Ron Keck                   |                            |                             |               |                                         |
| 2007–2009  | Kim Simmonds                                            | Kim Simmonds | Gerry Sorrentino              | Mario Staiano                 |                                        |                            |                            |                             |               |                                         |
| 2009–dosud | Joe Whiting                                             | Kim Simmonds | Pat DeSalvo                   | Garnet Grimm                  | Joe Whiting                            |                            |                            |                             |               |                                         |